# خانه کاغذی (فیلم ۱۳۹۵)
خانه کاغذی فیلمی به کارگردانی مهدی صباغ‌زاده و تهیه‌کنندگی تینا پاکروان محصول سال ۱۳۹۵ است.
فیلم خانه کاغذی در سی و پنجمین جشنواره جهانی فیلم فجر و در بخش رقابتی جلوه‌گاه شرق (پانورامای سینمای آسیا) برای نخستین‌بار به نمایش درآمد.
این فیلم در تاریخ ۲۹ آذر ۱۳۹۶ در سینماهای ایران اکران شده است.

## خلاصه داستان فیلم
داستان این فیلم دربارهٔ پدر و دختر روزنامه‌نگاری است که همپای هم کار می‌کنند و هیچ‌کدام به خاطر دیگری ازدواج نکرده‌اند. دختر در یک نشریه کار می‌کند و پدر هم بعد از مدتی دوباره دست به قلم می‌شود.

## بازیگران
| بازیگر          | نقش     |
| --------------- | ------- |
| پرویز پرستویی   | امیرعلی |
| تینا پاکروان    | سارا    |
| ستاره اسکندری   | مینو    |
| علیرضا کمالی    | سعید    |
| مهدی پاکدل      | طاها    |
| حسین پاکدل      | تورج    |
| ثریا قاسمی      | فخری    |
| شقایق فراهانی   | منصوری  |
| محسن قاضی مرادی | ژاکو    |